# Argyranthemum filifolium
Argyranthemum filifolium es una especie de planta herbácea perteneciente a la familia de las asteráceas, originaria de las Islas Canarias. 

## Descripción
Argyranthemum filifolium  es un endemismo de la isla de Gran Canaria. Se trata de un arbusto de hasta 80 cm de altura, que posee  hojas uni o bipinnatisectas, pecioladas y con lóbulos foliares filiformes y glabros. Los capítulos se presentan en inflorescencias corimbosas, con numerosos capítulos pequeños, de menos de 1 cm de ancho. Se conoce como "magarza fina".

## Taxonomía
Argyranthemum filifolium fue descrito por (Sch.Bip.) Humphries y publicado en Bull. Brit. Mus. (Nat. Hist.), Bot. 5(4): 225. 1976
Etimología
Argyranthemum: nombre genérico que procede del griego argyros, que significa "plateado" y anthemom, que significa "planta de flor", aludiendo a sus flores radiantes pálidas.
filifolium: epíteto latino que alude a la forma filiforme de los foliolos.
Sinonimia
- Chrysanthemum filifolium (Sch.Bip.) Christ
- Monoptera filifolia Sch.Bip.[3]